# Kríže
Kríže jsou obec na Slovensku v okrese Bardejov. Žije zde 64 obyvatel, první písemná zmínka pochází z roku 1635. Nachází se zde řeckokatolický chrám Panny Marie Ochránkyně z roku 1852, který je národní kulturní památkou Slovenské republiky.